# Samuel Kafiluddi
Samuel Kafiluddi (Paramaribo, 5 april 1917 - aldaar, 1 november 1984) was de eerste gespecialiseerde kinderarts in Suriname en universitair docent kindergeneeskunde aan de Medische Faculteit van de Anton de Kom Universiteit van Suriname.

## Biografie
Samuel Kafiluddi was de zoon van Hindoestaanse immigranten. Zijn vader was goudsmid. Hij bezocht vanaf 1935 de Geneeskundige School in  Paramaribo. In 1942 werd hij benoemd tot gouvernementsgeneesheer. Hij werkte in het bacteriologisch-serologisch laboratorium en op de afdeling interne geneeskunde van 's Lands Hospitaal. Daar leerde hij ook zijn latere vrouw Vera Sniphout kennen.
Van 1944 tot 1946 was Kafiluddi districtsarts van het district Commewijne met als standplaats Frederiksdorp. Daarna was hij directeur van de leprozerie Groot Chatillon bij Domburg.
In 1947 was hij belast met de medische begeleiding van Javaanse contractarbeiders die met het m.s. Tabian terugkeerden naar Java.
Aansluitend aan de reis naar Java vertrok hij naar Nederland. In 1949 behaalde hij het Nederlandse artsendiploma, een voorwaarde voor het volgen van een specialistenopleiding en startte hij met de studie kindergeneeskunde. Zijn opleider was prof.dr. Simon van Creveld. In 1952 promoveerde hij tot doctor in de geneeskunde. Na het voltooien van zijn opleiding keerde hij terug naar Suriname.
Van 1952 tot 1967 heeft Kafiluddi het specialisme kindergeneeskunde opgebouwd in Suriname. Kindergeneeskunde werd afgescheiden van de afdeling interne geneeskunde en Kafiluddi werd het eerste afdelingshoofd van de kinderafdeling van het ’s Lands Hospitaal en van het Centraal Ziekenhuis (vanaf 1969: Academisch Ziekenhuis Paramaribo). Vanaf 1953 was hij ook docent kindergeneeskunde aan de medische opleiding voor aanstaande artsen en specialisten.
Kafiluddi zette zijn kennis van de pediatrie ook op andere manieren in. Hij was verbonden aan het Consultatiebureau voor zuigelingen dat in 1953 was opgericht door het Groene Kruis. Voor de Volksuniversiteit verzorgde hij in 1956 een serie lessen over geestelijke en lichamelijke gezondheidsproblemen van zuigelingen en kleuters. In 1963 trad hij toe tot het bestuur van de Stichting ‘Zorgenkind’. De stichting zette zich in voor het gehandicapte kind. Hij vertegenwoordigde Suriname bij internationale congressen over kindergeneeskunde en voedingsproblemen.
Van 1968 tot 1975 woonde hij, in verband met de studie van zijn kinderen, weer in Nederland. Hij was hoofd van de afdeling jeugdgezondheidszorg van de Gemeentelijke gezondheidsdienst in Rotterdam. Ook volgde hij in die tijd de opleiding tot specialist Sociale geneeskunde bij het Nederlands Instituut voor Praeventieve Gezondheidszorg in Leiden.
In 1975 keerde Kafiluddi terug naar Suriname waar hij weer ging werken bij het ’s Lands Hospitaal en docent kindergeneeskunde werd aan de Medische Faculteit van de Anton de Kom Universiteit van Suriname.
Kafiluddi overleed in 1984 aan een hartinfarct. In 1985 werd het Verlengde Molenpad, een straat in Paramaribo, hernoemd in Dr. Samuel Kafiluddistraat.